# Anjala

Wappen der ehemaligen Gemeinde Anjala

Anjala [ˈɑnjɑlɑ] ist eine ehemalige Gemeinde im Südosten Finnlands und heute administrativ Teil von Kouvola. Das Siedlungszentrum (taajama) Anjala hat rund 2000 Einwohner und liegt im Süden des Stadtgebiets von Kouvola am westlichen Ufer des Flusses Kymijoki gegenüber von Inkeroinen. 
Das Gebiet von Anjala gehörte ursprünglich zum Kirchspiel Elimäki. 1692 erhielt Anjala ein eigenes Bethaus. Im Frieden von Åbo, der den Russisch-Schwedischen Krieg von 1741 bis 1743 beendete, wurde die Westgrenze Russlands bis zum Kymijoki vorgeschoben; Anjala verblieb indes bei Schweden. 1788 schloss eine Gruppe schwedischer Offiziere im Gutshof Anjala den Anjalabund, eine Verschwörung gegen König Gustav III. 1789 wurde Anjala zu einer Kapellengemeinde von Elimäki erhoben. Zu einer eigenständigen Gemeinde wurde der Ort 1863. Die Gemeinde Anjala hatte zuletzt eine Fläche von 154 Quadratkilometern und 5.854 Einwohner (1973). Außer dem gleichnamigen Siedlungszentrum (taajama) gehören zum ehemaligen Gemeindegebiet die Dörfer Ahvio, Junkkari, Kaukasuo, Korpi, Muhniemi, Takamaa und Ummeljoki. Im Jahr 1975 vereinigte sich Anjala mit der am gegenüberliegenden Ufer des Kymijoki gelegenen Gemeinde Sippola zum Marktflecken Anjalankoski. Dieser erhielt zwei Jahre später das Stadtrecht. 2009 wurde Anjalankoski in die Stadt Kouvola eingemeindet.
Zu den Sehenswürdigkeiten von Anjala gehören die Kirche von Anjala, eine 1755–1756 erbaute hölzerne Kreuzkirche, die Ankkapurha-Stromschnelle im Kymijoki, sowie der Gutshof Anjala. Letzterer war von 1608 bis 1837 im Besitz der Adelsfamilie Wrede, die bis heute in der Gegend ansässig ist. Das Hauptgebäude des Gutshofs entstand um 1800 und beherbergt heute ein Museum.

## Bilder

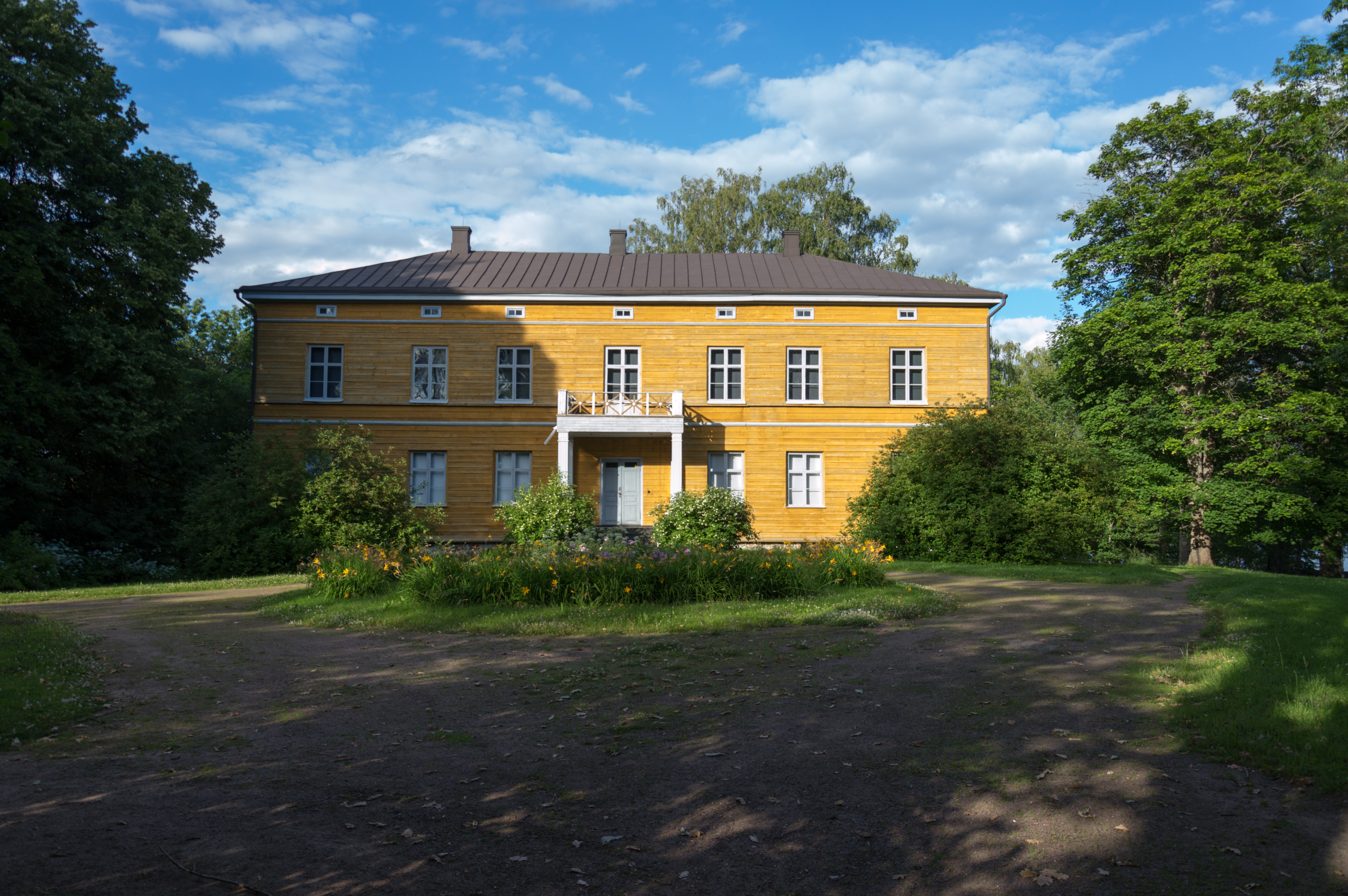
Der Gutshof Anjala
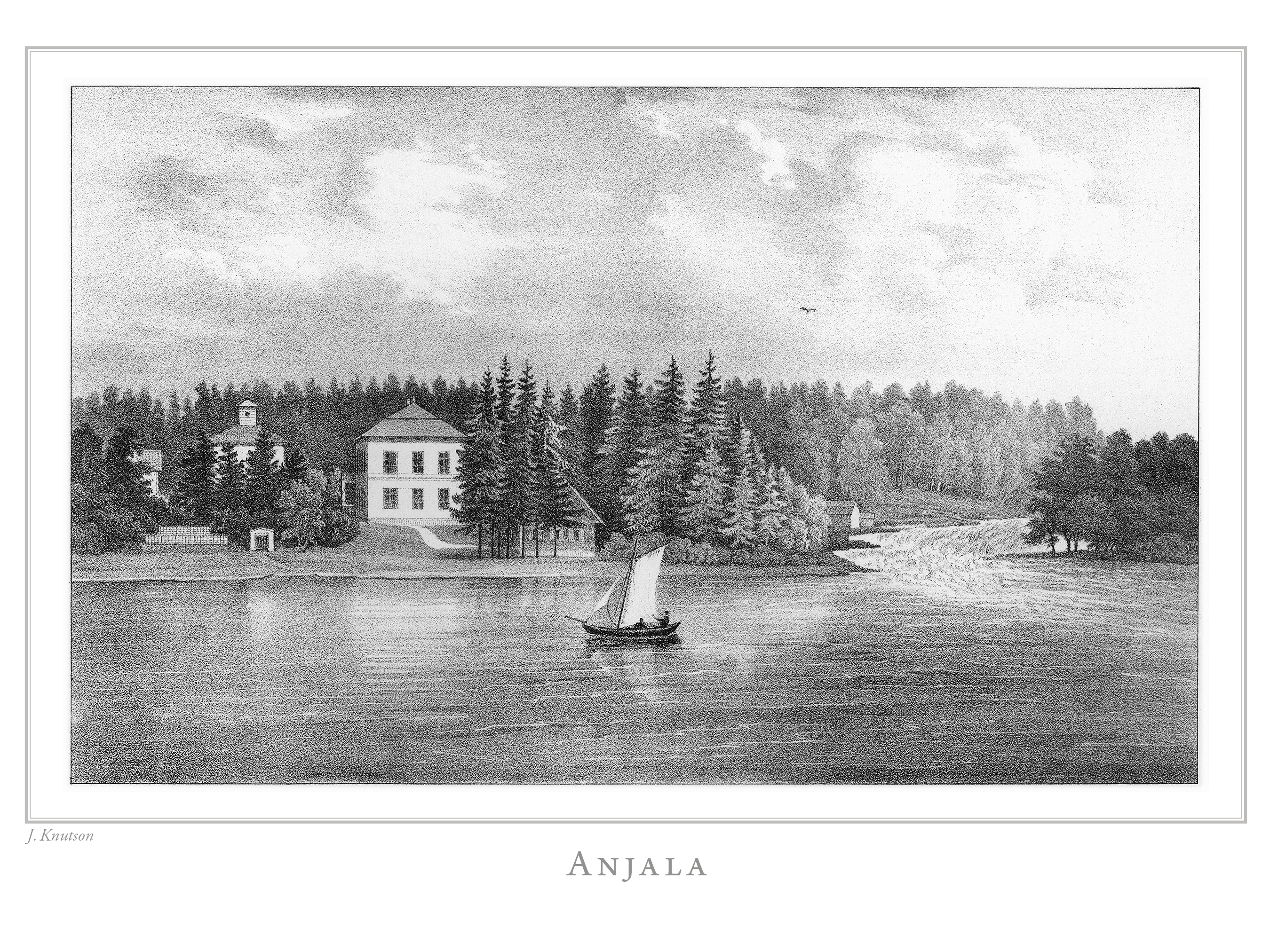
Der Gutshof Anjala in Finland framstält i teckningar
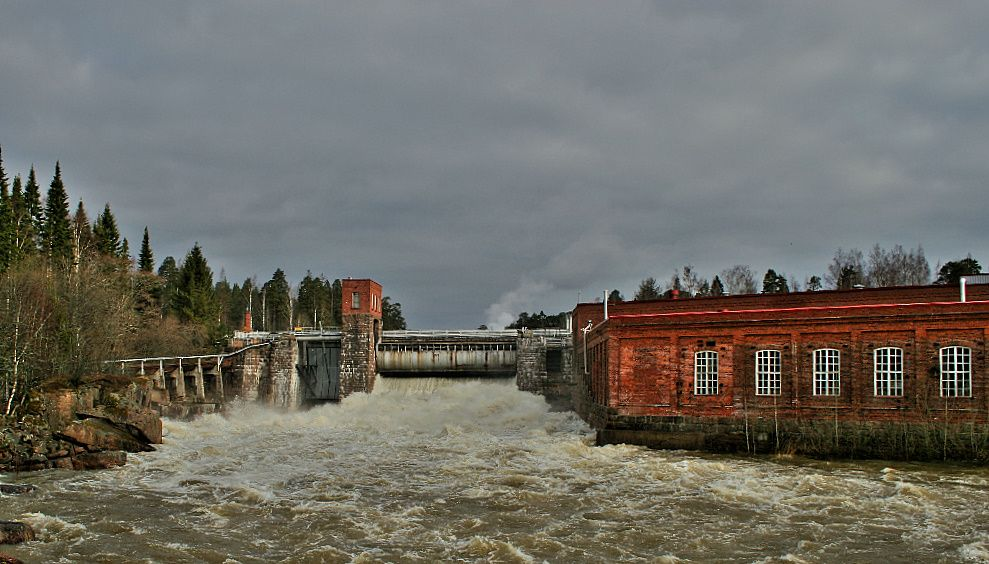
Die Ankkapurha-Stromschnelle